# Ділан Міннетт
Ділан Міннетт (англ. Dylan Minnette, нар. 29 грудня 1996, Евансвіл, штат Індіана) — американський актор і музикант, найбільш відомий за головною роллю Клея Дженсена в телесеріалі «Тринадцять причин чому».

## Біографія
Ділан Миннетт народився 29 грудня 1996 року в Эвансвіллі, штат Індіана. Він переїхав у Шампейн, штат Іллінойс, де він прожив п'ять років, а потім переїхав в Лос-Анджелес, щоб зайнятися акторською кар'єрою. Першими ролями юного 8—9-річного актора були епізоди в телесеріалах 2005 року: «Два з половиною чоловіки» (епізод 2.20 — вийшов 18 квітня 2005) та «Втеча з в'язниці» (1.05 — 19 вересня 2005), потім епізод 3.15 комедійного серіалу «Дрейк і Джош» (26 лютого 2006).
Починаючи з 2014 року, Міннетт був у стосунках з актрисою і співачкою Керріс Дорсі, яку він зустрів на зйомках фільму «Александер і жахливий, кошмарний, нехороший, дуже поганий день».
Міннетт також є співаком і ритм-гітаристом у групі Wallows.

## Фільмографія

### Кінематограф
| Рік  |   | Українська назва                                               | Оригінальна назва                                           | Роль                |
| ---- | - | -------------------------------------------------------------- | ----------------------------------------------------------- | ------------------- |
| 2022 | ф | Крик                                                           | Scream                                                      | Вес Хікс            |
| 2018 | ф | Будинок на продаж                                              | The Open House                                              | Логан Воллес        |
| 2017 | ф | Горе-творець                                                   | The Disaster Artist                                         | камео               |
| 2016 | ф | Не дихай                                                       | Don't Breathe                                               | Алекс               |
| 2015 | ф | Страшилки                                                      | Goosebumps                                                  | Зак Купер           |
| 2014 | ф | Александер і жахливий, кошмарний, нехороший, дуже поганий день | Alexander and the Terrible, Horrible, No Good, Very Bad Day | Ентоні Купер        |
| 2013 | ф | День праці                                                     | Labor Day                                                   | Генрі-старшокласник |
| 2013 | ф | Полонянки                                                      | Prisoners                                                   | Ральф Давер         |
| 2010 | ф | Впусти мене                                                    | Let Me In                                                   | Кенні               |
| 2007 | ф | Фред Клаус, брат Санти                                         | Fred Claus                                                  | сирота з притулку   |
| 2007 | ф | Гра життя                                                      | Game of Life                                                | Біллі               |

### Телебачення
| Рік       |    | Українська назва                    | Оригінальна назва                 | Роль                                   |
| --------- | -- | ----------------------------------- | --------------------------------- | -------------------------------------- |
| 2022      | с  | Вибула                              | The Dropout                       | Тайлер Шульц (4 епізоди)               |
| 2017—2019 | с  | Тринадцять причин чому              | Th1rteen R3asons Why              | Клей Дженсен (головна роль)            |
| 2014      | с  | Скандал                             | Scandal                           | Джеррі Грент мол. (6 епізодів)         |
| 2014      | с  | Агенти Щ.И.Т.                       | Agents of S.H.I.E.L.D.            | Донні Джилл (2 епізоди)                |
| 2013      | с  | Врятуй мене                         | Save Me                           | Бен Томпкінс (1 епізод)                |
| 2013      | с  | Нікіта                              | Nikita                            | Стефан Тарасов (1 епізод)              |
| 2012      | с  | Пробудження                         | Awake                             | Рекс Бріттен (13 епізодів)             |
| 2012      | с  | Особливо тяжкі злочини              | Major Crimes                      | Ейві Штраус (1 епізод)                 |
| 2012      | с  | Закон і порядок: Спеціальний корпус | Law & Order: Special Victims Unit | Лука Габарделлі (1 епізод)             |
| 2011—2013 | с  | Р.Л. Стайн: Час привидів            | R.L. Stine's The Haunting Hour    | Корі (1 епізод) / Чед (1 епізод)       |
| 2011      | с  | Теорія брехні                       | Lie to Me                         | Ной Мербер (1 епізод)                  |
| 2011      | с  | Проти стіни                         | Against the Wall                  | Раян Спенсер (1 епізод)                |
| 2010—2011 | с  | Чоловіки середнього віку            | Men of a Certain Age              | Рід (4 епізоди)                        |
| 2010      | с  | Медіум                              | Medium                            | Кемерон (1 епізод)                     |
| 2010      | с  | Загублені                           | Lost                              | Девід Шепард (4 епізоди)               |
| 2009      | с  | Надприродне                         | Supernatural                      | Денні Картер (1 епізод)                |
| 2008      | с  | Та, що говорить з привидами         | Ghost Whisperer                   | Пірс Вілкінс (1 епізод)                |
| 2008      | с  | Правила спільного життя             | Rules of Engagement               | Ніккі (1 епізод)                       |
| 2008      | с  | Менталіст                           | The Mentalist                     | Френкі О'Кіф (1 епізод)                |
| 2007—2010 | с  | Врятувати Грейс                     | Saving Grace                      | Клей Норман (40 епізодів)              |
| 2007      | с  | Анатомія Грей                       | Grey's Anatomy                    | Раян (1 епізод)                        |
| 2006      | тф | Рік без Санта-Клауса                | The Year Without a Santa Claus    | Іґґі Тіслвайт                          |
| 2006      | с  | Вороги                              | Enemies                           | Джек Грем мол. (пілотний епізод)       |
| 2006      | с  | Mad TV                              | MADtv                             | Біллі (1 епізод)                       |
| 2006      | с  | Дрейк і Джош                        | Drake & Josh                      | Джефрі (1 епізод)                      |
| 2005—2006 | с  | Втеча з в'язниці                    | Prison Break                      | Майкл Скофілд у дитинстві (5 епізодів) |
| 2005      | с  | Два з половиною чоловіки            | Two and a Half Men                | Чарлі в дитинстві (1 епізод)           |

### Короткометражні та відеофільми
| Рік  |    | Українська назва                                 | Оригінальна назва                                     | Роль         |
| ---- | -- | ------------------------------------------------ | ----------------------------------------------------- | ------------ |
| 2018 | кф | Тринадцять причин чому (відео-анонс)             | 13 Reasons Why: Season 2 Date Announcement Commercial | Клей Дженсен |
| 2018 | кф | Wallows: These Days                              | Wallows: These Days                                   |              |
| 2018 | кф | Wallows: Pictures of Girls                       | Wallows: Pictures of Girls                            |              |
| 2018 | кф | Wallows: 1980s Horror Film                       | Wallows: 1980s Horror Film                            |              |
| 2018 | кф | Wallows: 1980s Horror Film II                    | Wallows: 1980s Horror Film II                         |              |
| 2018 | в  | Wallows: Drunk on Halloween (відеокліп)          | Wallows: Drunk on Halloween                           |              |
| 2017 | кф | Wallows: Sun Tan                                 | Wallows: Sun Tan                                      |              |
| 2016 | в  | Don't Breathe: No Escape (відеокліп)             | Don't Breathe: No Escape                              |              |
| 2016 | в  | Don't Breathe: Meet The Cast (відеокліп)         | Don't Breathe: Meet The Cast                          |              |
| 2016 | в  | Don't Breathe: Man In The Dark (відеокліп)       | Don't Breathe: Man In The Dark                        |              |
| 2016 | в  | Don't Breathe: Creepy House (відеокліп)          | Don't Breathe: Creepy House                           | Алекс        |
| 2008 | в  | Снігова п'ятірка / Снігові пригоди цуценят Санти | Snow Buddies                                          | Ной          |
| 2008 | в  | Кліка                                            | The Clique                                            | Тод Лайонс   |

## Нагороди та номінації
- «Молодий актор» (2008, «Врятуйте Грейс»).[5]